# 啸鸫短腺吸虫
啸鸫短腺吸虫（学名：Brachylecithum eugenia）为双腔科短腺属的动物。分布于俄罗斯布里亚特蒙古自治共和国以及中国大陆的云南等地，营寄生生活，终末宿主粟喉蜂虎、星鸦以及小嘴乌鸦的肝脏与胆管。